# Wambez
Wambez ist eine französische Gemeinde mit 162 Einwohnern (Stand 1. Januar 2022) im Département Oise in der Region Hauts-de-France. Die Gemeinde liegt im Arrondissement Beauvais und ist Teil der Communauté de communes de la Picardie Verte und des Kantons Grandvilliers.

## Geographie
Die Gemeinde im Pays de Bray liegt rund vier Kilometer südlich von Songeons am Bach Ruisseau de Wambez; sie grenzt im Norden gegen Buicourt und Gerberoy an den Bach Ruisseau de Bellefontaine (beides Zuflüsse des Thérain). Zu ihr gehören der Weiler Les Coutumes und die isolierten Gehöfte le Bosquet aux Loups, la Ferme Brûlée und la Havotière.

## Toponymie
Der Gemeindename ist wohl germanischen Ursprungs (vgl. Wambeek, Gemeinde Ternat, in Belgien, Wambaix im Département Nord).

## Einwohner
| 1962 | 1968 | 1975 | 1982 | 1990 | 1999 | 2006 | 2011 |
| ---- | ---- | ---- | ---- | ---- | ---- | ---- | ---- |
| 100  | 80   | 115  | 148  | 118  | 123  | 154  | 149  |

## Verwaltung
Bürgermeister (maire) ist seit 2008 Jacky Durand.

## Sehenswürdigkeiten

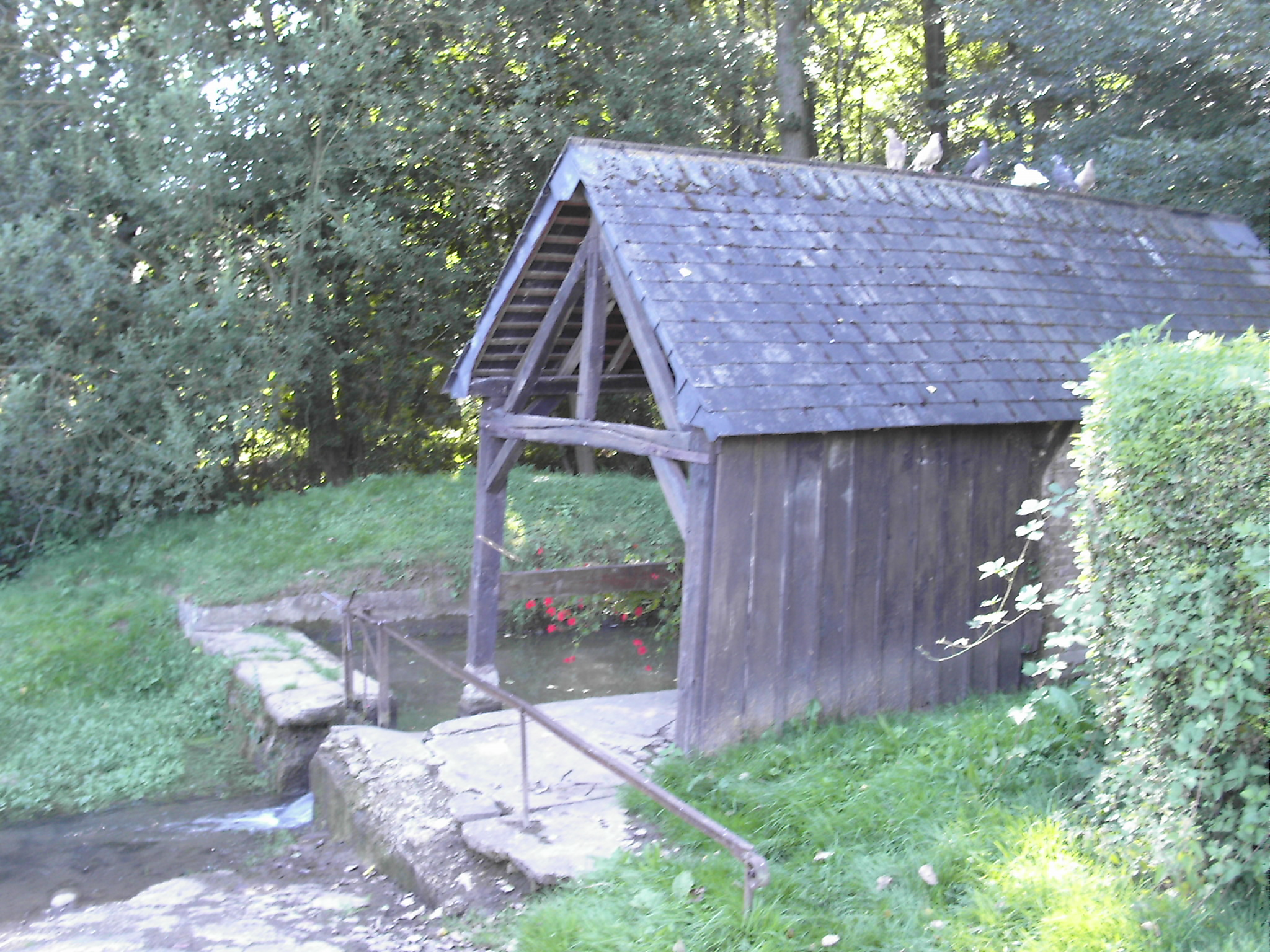
Waschhaus in Wambez

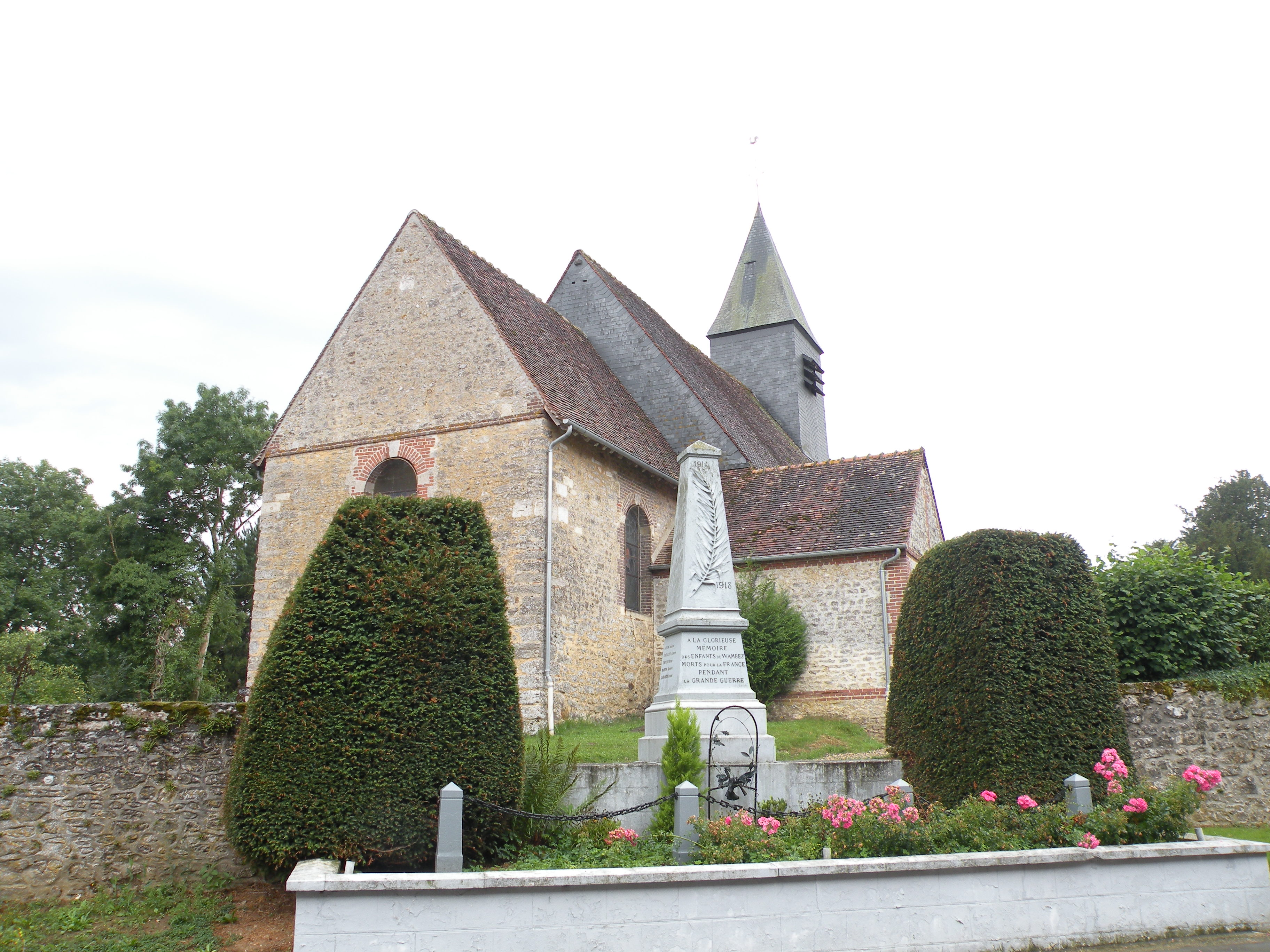
Kirche Saint-Martin

- Kirche Saint-Martin[1] (siehe auch: Liste der Monuments historiques in Wambez)
- Waschhaus